# Sophie Ferchiou
Sophie Ferchiou, née le 23 avril 1931 à Tunis, est une réalisatrice et sociologue tunisienne.
Elle suit ses études d'anthropologie à Paris et Aix-en-Provence. Elle obtient un doctorat en anthropologie culturelle et sociale, un cas unique en Tunisie. Elle devient par la suite directrice de recherche au Centre national de la recherche scientifique.
Influencée par Jean Rouch, ses films combinent observations ethnologiques et formes artistiques.
Elle publie par ailleurs, dès les années 1970, des ouvrages sur des phénomènes sociaux en Tunisie et au Maghreb.

## Courts métrages
- 1966 : Chéchia[1]
- 1972 : Zarda[1]
- 1974 : Mariage à Sabria[1]
- 1975 : Gallala[1]
- 1977 : La pêche traditionnelle en Tunisie[1]
- 1978 : Les ménagères de l'agriculture[1]
- 1980 : L'imnarja[1]
- 1996 : Stambali[1]
- 2005 : Paroles sculptées[1]

## Publications
- Sophie Ferchiou, Techniques et sociétés : exemple de la fabrication des chéchias en Tunisie, Paris, Muséum national d'histoire naturelle, 1971, 239 p.
- Sophie Ferchiou et Olivier Martel, Lumières de Tunisie, Tunis, Cérès Productions, 1978, 124 p.
- Sophie Ferchiou, Les femmes dans l'agriculture tunisienne, Aix-en-Provence, Édisud, 1985, 94 p. (ISBN 978-2-85744-203-5).
- Sophie Ferchiou, Hasab wa nasab : parenté, alliance et patrimoine en Tunisie, Paris, Centre national de la recherche scientifique, 1992, 345 p. (ISBN 978-2-222-04653-0).
- Sophie Ferchiou, L'islam pluriel au Maghreb, Paris, Centre national de la recherche scientifique, 1996, 346 p. (ISBN 978-2-271-05406-7).
- Sophie Ferchiou, Femme, culture et créativité en Tunisie, Tunis, Crédif, 2001, 358 p. (ISBN 978-9973-931-37-5).